# Invasione di Napoli (1806)
L'invasione di Napoli del 1806 è una campagna militare francese guidata dall'Italia settentrionale dal maresciallo Andrea Massena che entrò nel Regno di Napoli, allora sotto il controllo del re Ferdinando IV. L'esercito napoletano venne sconfitto durante la battaglia di Campotenese e fu rapidamente sciolto. L'invasione ebbe infine successo nonostante alcune battute d'arresto, tra cui il prolungato assedio di Gaeta, la vittoria britannica a Maida e la guerriglia condotta dai contadini napoletani contro i francesi. Il totale successo per l'armata franco-italiana non ebbe luogo a causa della fuga di Ferdinando IV, che si rifugiò nel suo dominio in Sicilia, dove fu protetto dalla Royal Navy e da una guarnigione di soldati britannici. Nel 1806, l'imperatore Napoleone incaricò suo fratello Giuseppe Bonaparte di regnare sull'Italia meridionale.
La causa immediata dell'invasione fu il doppio gioco di Ferdinando IV con Napoleone. Volendo preservare la calma nell'Italia meridionale, Napoleone e Ferdinando firmarono un trattato specificando che i francesi avrebbero evacuato la Puglia. In cambio, il Regno di Napoli si impegnò a rimanere neutrale nell'imminente guerra della terza coalizione. Appena le truppe francesi si erano ritirate, Ferdinando ammise gli eserciti britannico e russo nel suo regno. Nel dicembre 1805 gli eserciti di Napoleone schiacciarono gli eserciti austriaco e russo. Quando le forze russe di stanza a Napoli furono richiamate, anche la spedizione britannica si ritirò, lasciando il regno di Ferdinando esposto alla vendetta francese.

## Contesto
I reali e dirigenti di Napoli erano avversari di Napoleone. L'imperatore dei francesi era anche chiamato il "Bastardo corso, intriso di cattiveria" dalla regina Maria Carolina d'Asburgo nella sua corrispondenza con Marzio Mastrilli, duca di Gallo, ambasciatore del Regno di Napoli a Parigi.
Il 20 settembre 1805, quando scoppiò la guerra tra la terza coalizione e la Francia, i sovrani napoletani si dichiararono neutrali.
Tuttavia, stavano facendo il doppio gioco trattando in segreto con i russi. Ma subito dopo il Regno di Napoli scelse nettamente la sua fazione: il 20 novembre, oltre a 40 000 napoletani in armi, un corpo di spedizione di 12 000 russi e 8 000 britannici (nemici della Francia) sbarcò nel regno.
Il 27 dicembre, il giorno dopo la firma del trattato di Presburgo tra Francia e Austria, Napoleone dichiarò al Palazzo di Schönbrunn: 

## Invasione
Alla fine di dicembre, vinta la guerra in Austria con la battaglia di Austerlitz, i soldati francesi invasero il Regno di Napoli. Il forte esercito francese di 40 000 uomini era comandato da Gouvion-Saint-Cyr, poi da Massena e infine da Giuseppe Bonaparte.
Il corpo anglo-russo si ritirò verso sud per difendere solo la Calabria. I napoletani rimasero quindi soli. I francesi invasero il regno, conquistarono Capua il 6 febbraio e Napoli il 15 febbraio. Ferdinando e Maria Carolina partirono poi per la Sicilia da dove continuarono a resistere durante tutte le guerre napoleoniche. La città di Gaeta resistette per altri cinque mesi, e i contingenti britannici difesero la Calabria e ottennero perfino il successo a Maida il 4 luglio contro le truppe del generale Reynier. Il controllo dei francesi sulla regione non fu assicurato fino alla fine dell'estate del 1806.
L'insurrezione calabrese fu una guerra della terza coalizione svoltasi nel Regno di Napoli tra il 1806 e il 1809, combattuta da formazioni di volontari contro l'esercito francese nei territori di Calabria e Basilicata.